# هریت هموند
هریت هموند (انگلیسی: Harriet Hammond؛ ۲۰ اکتبر ۱۸۹۹ – ۲۳ سپتامبر ۱۹۹۱) بازیگر اهل ایالات متحده آمریکا بود.

## گزیده فیلمشناسی
از فیلم‌ها یا برنامه‌های تلویزیونی که وی در آن نقش داشته‌است می‌توان به آثار زیر اشاره کرد.
- مرد و دوشیزه (۱۹۲۵)
- سال کبیسه (۱۹۲۴)
- قهرمان یک شهر کوچک (۱۹۲۱)
- پائین مزرعه (۱۹۲۰)